# 배종훈
배종훈은 현대건설 야구단의 전 야구 선수다.

## 출신 학교
- 계명대학교

## 같이 보기
- 1995년 현대건설 야구단 시즌